# Homaea
Homaea là một chi bướm đêm thuộc họ Noctuidae.